# Hein János (kertész)
Hein János (Hamburg, 1866 – Pilisszántó, 1935. augusztus 29.) németországi születésű magyar tájépítész, kertész, az iparszerű kertépítés magyarországi megteremtője.

## Élete
Hamburgban született 1866-ban. Tanulmányai befejezése után, 1891-ban került Magyarországra. Előbb Budapesten, majd Temesváron dolgozott kertészetben. 1893-ban Budapesten önálló kertészeti céget alapított, melynek vezetőjeként az elkövetkező időszakban több mint 250 kertet tervezett. Dunakisvarsányban díszfaiskolát hozott létre. Stílusára elsősorban a historizmus volt jellemző, de a 20. század elején alkotott kertjei már szecessziós elemeket is mutattak. Legtöbb terve kastélyok kertjeire készült – ismert alkotása például a fehérvárcsurgói Károlyi-kastély kertje –, de tervezett városi létesítményeket is, mint például fürdőkerteket. Az ő tervei szerint készült el többek között Szombathely és Nyíregyháza városi közparkja is.
Nagy ívű fejlesztési elgondolásainak egyik ismertebb példája a budai Gellért-hegyre vonatkozott: a hegyet egyfajta mulatóhellyé kívánta fejleszteni, egy új nyilvános kert létrehozásával és azon keresztül a kertészet ismertebbé tételével. A később ténylegesen kialakított parkokban végül a grandiózus elképzeléseknek csak kisebb részletei valósultak meg, ugyanakkor tervezéselméleti szempontból az eredeti tervek is igen előremutatóak voltak.
A Gellért-hegy kulturált hasznosítására 1897-98-ban kidolgozott Pálmakert-koncepció Hein János és Schickedanz Albert terve volt; előképeik a frankfurti Pálmaház és a Sir Joseph Paxton által tervezett sydenhami Crystal Palace park voltak. Bár a terv nem valósult meg, de szakértői vélemények szerint jól tükrözi, hogy a hazai tervezők szakmai tudása, és a közparkokról való gondolkodásuk abban az időben méltó társa volt a nyugati pályatársaikénak.
A Pálmaház és környezete a Gellért-hegy déli oldalán, a Sáros (mai Gellért) fürdővel szemben épült volna. Kapuja a Ferenc József híd hídfőjétől nem messze nyílt volna, széles lépcsővel folytatódva a zeneteraszig, ahova a tervezők a főépületet és a koncertépületet is álmodták, utóbbit kávéházzal és étteremmel is kiegészítve. A koncertépület mögé került volna a tulajdonképpeni Pálmaház, mint az egész épületegyüttes központja, onnan pedig – fedett sétacsarnoki funkciót is betöltő – üvegházak nyíltak volna. A koncepciót Hein így foglalta össze: „én a parkot nem képzelem szokásos alakjában, mint egy egységes összekomponált tájképet, hanem mint egy conglomerátusát sok kisebb alakban és megalkotásukban különböző kerteknek.”

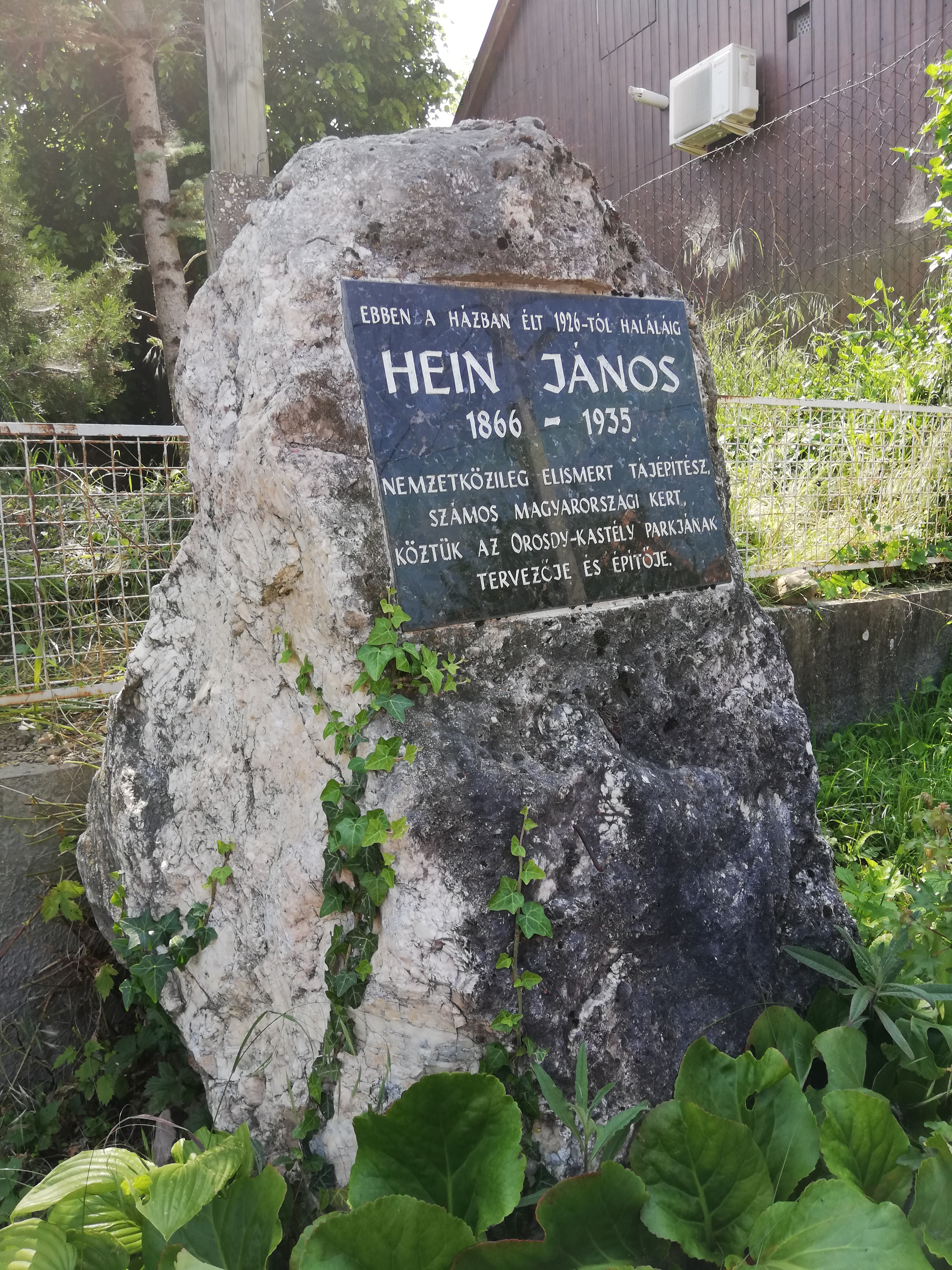
Hein János tájépítész emlékköve egykori pilisszántói lakóháza előtt

## Emlékezete
- Pilisszántón, ahol élete utolsó tíz évét töltötte – és ahol a helyi Orosdy-kastély parkját is tervezte –, emlékkő áll az egykori háza előtt, a mai Petőfi Sándor utcában.

## Főbb művei
- A Pálmakertről. Kertészeti Lapok, VIII. évfolyam (1898) 4. szám, a Husveti füzet melléklete) 3. oldal.
- Kertművészet. Budapest, 1912.

## Róla szóló írások
- Alföldy Gábor: Tájkertész a századfordulón: Hein János (1866-1935). Szalon II. évfolyam (1998) 1. szám, 49-51. oldal.